# Miss Universo 1977
Miss Universo 1977, la 26.ª edición del concurso de belleza Miss Universo, se celebró en el Teatro Nacional de la ciudad de Santo Domingo, República Dominicana, el 16 de julio de 1977.  
Representantes provenientes de ochenta países y territorios compitieron por el título en esta edición del concurso que por tercera vez se realizó en Latinoamérica. Al final del evento, Miss Universo 1976, Rina Messinger de Israel, coronó como su sucesora a Janelle Commissiong de Trinidad y Tobago. Elegida por un jurado de doce personas, la ganadora, de 24 años, se convirtió en la primera representante de su país en obtener el título de Miss Universo. 
Este fue el undécimo concurso animado de forma consecutiva por el presentador de televisión estadounidense Bob Barker. El programa fue transmitido vía satélite por la cadena norteamericana CBS con la colaboración de Color Visión y fue visto en directo en gran parte del mundo.

## Resultados
| Posición                | Concursante |
| ----------------------- | --- |
| Miss Universo 1977      | - Trinidad y Tobago - Janelle Commissiong |
| 1.ª finalista           | - Austria - Eva Düringer |
| 2.ª finalista           | - Escocia - Sandra Bell |
| 3.ª finalista           | - Colombia - Aura Mojica |
| 4.ª finalista           | - Alemania - Marie-Luise Gassen |
| Semifinalistas (Top 12) | - República Dominicana - Blanca Sardiñas - Argentina - Maritza Jurado - España - Luz Polegre - Estados Unidos - Kimberly Tomes - Holanda - Ineke Berends - Nicaragua - Beatriz Obregón - Venezuela - Cristal Montañez |

### Orden de clasificación
| Top 12               | Top 5             |
| -------------------- | ----------------- |
| Escocia              | Alemania          |
| Trinidad y Tobago    | Escocia           |
| Estados Unidos       | Austria           |
| Alemania             | Trinidad y Tobago |
| Venezuela            | Colombia          |
| Austria              |                   |
| España               |                   |
| Argentina            |                   |
| Nicaragua            |                   |
| Colombia             |                   |
| Holanda              |                   |
| República Dominicana |                   |

## Candidatas
| - Alemania - Marie-Luise Gassen - Antigua - Sheryl Ann Gibbons - Argentina – Maritza Elizabet Jurado - Aruba – Margareth Eldrid Oduber - Australia – Jill Maree Minaham - Austria - Eva Maria Düringer - Bahamas - Paulette Rosetta Ogylvie Borghardt - Barbados - Margaret Sonia Rouse - Bélgica - Claudine Marie Vasseur - Belice - Dora Maria Phillips - Bermudas - Connie Marie Frith - Bolivia - Liliana Gutiérrez Paz - Brasil - Cássia Janys Moraes Silveira - Canadá - Pamela Mercer - Chile - Priscilla Raquel Brenner Conrad - Colombia - Aura María Mojica Salcedo - Corea - Kim Sung-Hee - Costa Rica - Claudia María Garnier Arias - Curazao - Regine Tromp - Dinamarca - Inge Eline Erlandsen - Ecuador - Lucía del Carmen Hernández Quiñones - El Salvador - Altagracia Arévalo - Escocia - Sandra Bell - España - Luz María Polegre Hernández - Estados Unidos - Kimberly Louise «Kim» Tomes - Filipinas - Anna Lorraine Tomas Kier - Finlandia - Armi Aavikko - Francia - Véronique Fagot - Gales - Christine Anne Murphy - Grecia - Maria Spantidaki - Guadalupe - Catherine Reinette - Guam - Lisa Ann Caso - Guayana Francesa - Evelyne Randel - Haití - Françoise Elie - Holanda - Ineke Berends - Honduras - Carolina Rosa Rauscher Sierra - Hong Kong - Loletta Chu Ling-Ling - India - Bineeta Bose - Indonesia - Siti Mirza Nuria Arifin - Inglaterra - Sarah Louise Long | - Irlanda - Jakki Moore - Islandia - Kristjana Þrainsdóttir - Islas Marianas del Norte - Margarita Benavente Camacho - Islas Vírgenes Británicas - Andria Dolores Norman - Islas Vírgenes de los Estados Unidos - Denise Naomi George - Israel - Zehava Vardi - Italia - Paola Biasini - Japón - Kyoko Sato - Líbano - Hyam Saadé - Liberia - Welma Albertine Wani Campbell - Malasia - Leong Li Ping - Malta - Jane Benedicta Saliba - Mauricio - Danielle Marie Françoise Bouic - México - Felicia Mercado - Nicaragua - Beatriz Obregón Lacayo - Noruega - Åshild Jenny Ottesen - Nueva Zelanda - Donna Anne Schultze - Panamá - Marina Valenciano - Papúa Nueva Guinea - Sayah Karakuru - Paraguay - María Leticia Zarza Perriet - Perú - María Isabel Frías Zavala - Puerto Rico - María del Mar Rivera - República Dominicana - Blanca Aurora Sardiñas - Reunión - Yolaine Morel - Samoa Americana - Virginia Caroline Suka - San Cristóbal - Annette Emelda Frank - Sint Maarten - Marie Madeleine Boirard - Santa Lucía - Iva Lua Mendes - Singapur - Marilyn Choon May Sim - Sudáfrica - Glynis Dorothea Fester - Suecia - Birgitta Lindvall - Suiza - Anja Kristin Terzi - Sri Lanka - Sobodhini Nagesan - Surinam - Marlene Roesmienten Saimo - Tahití - Donna Aunoa - Tailandia - Laddawan In-Yah - Trinidad y Tobago - Janelle Commissiong - Uruguay - Adriana María Umpierre Escudero - Venezuela - Cristal del Mar Montañez Arocha - Yugoslavia - Ljiljana Sobajić |

## Premios especiales
| Premio          | Concursante                               |
| --------------- | ----------------------------------------- |
| Miss Fotogénica | - Trinidad y Tobago - Janelle Commissiong |
| Miss Simpatía   | - Canadá - Pamela Mercer                  |
| Traje típico    | - Corea del Sur - Uruguay - Líbano        |

## Panel de jueces
| - José Armando Bermúdez - Roberto Cavalli - Linda Cristal - Robert Evans - Óscar de la Renta - Uri Geller | - Howard W. Koch - Marisol Malaret - Gordon Parks - Vidal Sassoon - Dionne Warwick - Wilhelmina Cooper |